# 胡克反应
胡克反应（Hooker reaction，1936）指某些萘醌衍生物（如黄钟花醌）用碱性高锰酸钾发生降解，以二氧化碳的形式失去一个亚甲基单位，生成烃基链缩短的产物。

## 反应机理
β-烷基（以亚甲基和环相连）羟基萘醌在高锰酸钾作用下，首先转变为α,β-二羟基茚满酮-β-羧酸，这个化合物可以分离出来。 它进一步以酮式氧化为邻二酮。邻二酮的活泼亚甲基进行羟醛缩合，异构化为烯醇式，β-酮酸的插烯化合物，它容易脱羧生成二羟基不饱和酮，接着发生芳构化转变为三酚，三酚再进一步脱氢得到醌。